# Eran
Eran est un site archéologique situé dans le District de Sagar, au sein de l'État de Madhya Pradesh en Inde. Ce site comporte notamment des vestiges et des monnaies du Ve siècle et VIe siècle, de l'Empire Gupta.
Un sanglier sculpté en pierre comporte notamment des inscriptions ayant permis d'en connaître davantage sur cette époque.

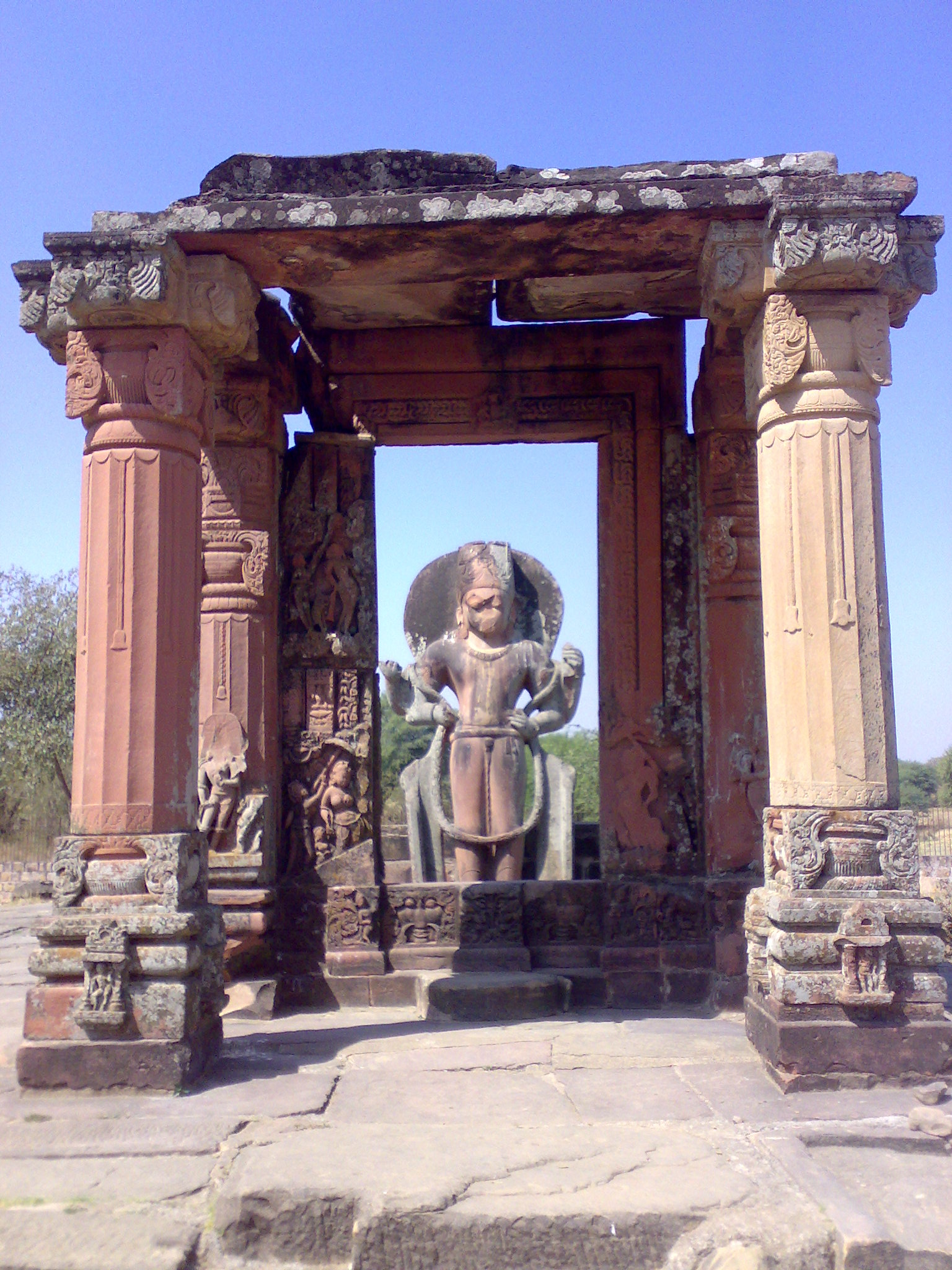
Temple de Vishnu

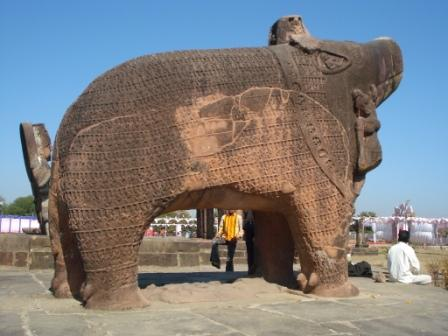
Vue détaillée du sanglier